# Jesús Navas
Jesús Navas González (ur. 21 listopada 1985 w Sewilli) – hiszpański piłkarz który grał na pozycji prawego obrońcy, w latach 2009–2024 reprezentant Hiszpanii. Nosi przydomek „Mesjasz”. Złoty medalista Mistrzostw Świata 2010 oraz Mistrzostw Europy 2012 i 2024.

## Kariera klubowa

### Sevilla B
Navas jest rodowitym mieszkańcem stolicy Andaluzji, Sewilli. Jako nastolatek rozpoczął treningi w klubie z przedmieść miasta, Unión Deportiva Los Palacios. Szybko jednak trafił do szkółki Sevilli FC. W 2002 roku mając 16 lat został włączony do zespołu B. W sezonie 2002/2003 zagrał w 6 meczach zespołu B grającego w Segunda División B. Drużyna zajęła 3. miejsce w lidze, ale po grze w barażach nie zdołała awansować do Segunda División. W sezonie 2003/2004 Navas po raz pierwszy w dorosłym futbolu błysnął talentem i w drużynie B zagrał w 22 meczach zdobywając w nich 3 gole. Sevilla B zajęła 1. miejsce w lidze, ale znów pogrzebała swoje szanse na awans w fazie play-off. Navas zaczął być uważany za perspektywicznego zawodnika. Postanowiono więc mu dać szansę i w czasie sezonu przesunięto do pierwszego zespołu, w którym zaliczył debiut w Primera División. Wydarzenie to miało miejsce 23 listopada 2003 w przegranym 0:1 wyjazdowym meczu z Espanyolem Barcelona, gdy w 78. minucie zmienił Francisco Gallardo. W tamtym sezonie zaliczył łącznie 5 meczów w ekstraklasie Hiszpanii.

### Pierwszy zespół Sevilli
Na początku sezonu 2004/2005 Navas ponownie został przesunięty do zespołu B, by nadal zdobywać doświadczenie i ogranie. Jednak po rozegraniu 4 meczów na szczeblu 3. ligi, pierwszy trener zespołu Joaquín Caparrós zdecydował jednak, że Jesús jest za dobry na zespół rezerw i postanowił skorzystać z jego usług w pierwszym zespole. W Primera División Navas wystąpił w 23 meczach i zdobył 2 gole. Swojego pierwszego zdobył w historii występów w PD zdobył 24 kwietnia w wygranym 3:1 wyjazdowym meczu z Athletic Bilbao, a tydzień później swoim golem na 2:0 przypieczętował zwycięstwo nad Deportivo La Coruña. Z Sevillą zajął 6. miejsce w lidze. Jego dobre występy w tamtym sezonie zaowocowały, że 4 maja podpisał nowy kontrakt z zespołem, upływający w 2010 roku.
W sezonie 2005/2006 Navas stał się jednym z czołowych zawodników pierwszego zespołu Sevilli. W lidze rozegrał 35 meczów i zdobył w nich 2 gole, a ze swoim klubem zajął 5. miejsce. Równie dobrze spisywał się w Pucharze UEFA i zagrał tam w 11 meczach. 10 maja w Eindhoven zagrał w finale pucharu, był jednym z najlepszych piłkarzy na boisku i ze swoimi kolegami rozgromił angielski Middlesbrough FC 4:0. Po sezonie Navasem zainteresowały się czołowe kluby w Europie. Najbliżej transferu był Arsenal, jednak Jesús pozostał w Sewilli na kolejny rok.
Kontuzja wyeliminowała go z meczu o Superpuchar Europy z Barceloną, wygrany przez Andaluzyjczyków 3:0. W sezonie 2006/2007 Navas i Sevilla zdobyli Puchar UEFA po dramatycznym spotkaniu z Espanyolem w Glasgow, Jesus zdobył z Sevillą również 3. miejsce w Primera División.
22 grudnia 2024 rozegrał swój ostatni mecz w karierze piłkarskiej w barwach Sevilli przegranym 2:4 przeciwko Realowi Madryt i oficjalnie zakończył karierę piłkarską

### Manchester City
11 czerwca 2013 podpisał kontrakt z Manchesterem City. Łącznie w The Citizens spędził 4 sezony zdobywając w premierowym sezonie Premier League, a także 2 puchary za zwycięstwo w EFL Cup.

## Statystyki kariery
(aktualne na dzień 4 czerwca 2023)
| Klub               | Sezon              | Liga               | Liga  | Liga   | Puchar | Puchar | Europa | Europa | Inne  | Inne   | Suma  | Suma   |
| Klub               | Sezon              | Liga               | Mecze | Bramki | Mecze  | Bramki | Mecze  | Bramki | Mecze | Bramki | Mecze | Bramki |
| ------------------ | ------------------ | ------------------ | ----- | ------ | ------ | ------ | ------ | ------ | ----- | ------ | ----- | ------ |
| Sevilla FC B       | 2002/03            | Segunda División B | 6     | 0      | -      | -      | -      | -      | -     | -      | 6     | 0      |
| Sevilla FC B       | 2003/04            | Segunda División B | 22    | 3      | -      | -      | -      | -      | -     | -      | 22    | 3      |
| Sevilla FC B       | 2004/05            | Segunda División B | 4     | 0      | -      | -      | -      | -      | -     | -      | 4     | 0      |
| Sevilla FC         | 2003/04            | Primera División   | 5     | 0      | -      | -      | -      | -      | -     | -      | 5     | 0      |
| Sevilla FC         | 2004/05            | Primera División   | 23    | 2      | 2      | 1      | 5      | 0      | -     | -      | 30    | 3      |
| Sevilla FC         | 2005/06            | Primera División   | 34    | 2      | 2      | 0      | 12     | 0      | -     | -      | 48    | 2      |
| Sevilla FC         | 2006/07            | Primera División   | 29    | 1      | 5      | 1      | 7      | 0      | 1     | 0      | 42    | 2      |
| Sevilla FC         | 2007/08            | Primera División   | 36    | 4      | 4      | 0      | 10     | 0      | 3     | 0      | 53    | 4      |
| Sevilla FC         | 2008/09            | Primera División   | 35    | 4      | 8      | 1      | 6      | 0      | -     | -      | 49    | 5      |
| Sevilla FC         | 2009/10            | Primera División   | 34    | 4      | 9      | 4      | 8      | 2      | -     | -      | 51    | 10     |
| Sevilla FC         | 2010/11            | Primera División   | 15    | 1      | 5      | 0      | 6      | 1      | 2     | 0      | 28    | 2      |
| Sevilla FC         | 2011/12            | Primera División   | 37    | 5      | 4      | 0      | 2      | 0      | -     | -      | 43    | 5      |
| Sevilla FC         | 2012/13            | Primera División   | 37    | 0      | 8      | 1      | -      | -      | -     | -      | 45    | 1      |
| Sevilla FC         | Ogólnie            | Ogólnie            | 285   | 23     | 47     | 8      | 56     | 3      | 6     | 0      | 394   | 34     |
| Manchester City    | 2013/14            | Premier League     | 30    | 4      | 10     | 2      | 8      | 0      | -     | -      | 48    | 6      |
| Manchester City    | 2014/15            | Premier League     | 35    | 0      | 4      | 1      | 7      | 0      | 1     | 0      | 47    | 1      |
| Manchester City    | 2015/16            | Premier League     | 34    | 0      | 8      | 1      | 10     | 0      | -     | -      | 52    | 1      |
| Manchester City    | 2016/17            | Premier League     | 24    | 0      | 6      | 0      | 6      | 0      | -     | -      | 36    | 0      |
| Manchester City    | Ogólnie            | Ogólnie            | 123   | 4      | 28     | 4      | 31     | 0      | 1     | 0      | 183   | 8      |
| Sevilla FC         | 2017/18            | Primera División   | 26    | 1      | 8      | 2      | 10     | 0      | -     | -      | 44    | 3      |
| Sevilla FC         | 2018/19            | Primera División   | 32    | 1      | 1      | 0      | 10     | 1      | 1     | 0      | 44    | 2      |
| Sevilla FC         | 2019/20            | Primera División   | 38    | 0      | 3      | 0      | 6      | 0      | -     | -      | 47    | 0      |
| Sevilla FC         | 2020/21            | Primera División   | 34    | 0      | 2      | 0      | 6      | 0      | 1     | 0      | 43    | 0      |
| Sevilla FC         | 2021/22            | Primera División   | 25    | 0      | -      | -      | 8      | 0      | -     | -      | 33    | 0      |
| Sevilla FC         | 2022/23            | Primera División   | 32    | 0      | 5      | 0      | 12     | 0      | -     | -      | 49    | 0      |
| Sevilla FC         | Ogólnie            | Ogólnie            | 187   | 2      | 19     | 2      | 52     | 1      | 2     | 0      | 260   | 5      |
| Ogólnie w karierze | Ogólnie w karierze | Ogólnie w karierze | 595   | 29     | 92     | 14     | 139    | 4      | 9     | 0      | 837   | 47     |

## Kariera reprezentacyjna
Dobre występy w La Liga w sezonie 2004/2005 zaowocowały powołaniem Navasa do reprezentacji Hiszpanii U-21. W pierwszej reprezentacji zadebiutował 14 listopada 2009 w meczu z Argentyną.
3 czerwca 2010 strzelił swojego pierwszego gola w towarzyskim meczu z Koreą Południową, zdobywając jedynego gola na cztery minuty przed końcem spotkania.
Został powołany na Mistrzostwa Świata 2010 w RPA. Wystąpił w trzech meczach turnieju, w tym w ostatnich 30 minutach i dogrywce w finale z Holandią, kiedy Hiszpania wygrała 1:0 i sięgnęła po swoje pierwsze Mistrzostwo Świata.
Został powołany na Mistrzostwa Europy 2012 w Polsce i Ukrainie. 18 czerwca w ostatnim meczu grupowym strzelił jedynego gola w 87. minucie po asyście Andrésa Iniesty z Chorwacją, zapewniając Hiszpanii pierwsze miejsce w grupie. 1 lipca w finale wygranym 4:0 z Włochami był rezerwowym piłkarzem i wraz z drużyną narodową zwyciężył w Mistrzostwach Europy.
7 czerwca 2024 został powołany na Mistrzostwa Europy 2024 w Niemczech. 24 czerwca w ostatnim meczu grupowym był kapitanem drużyny w fazie grupowej, która zwyciężyła 1:0 z Albanią, stając się najstarszym hiszpańskim zawodnikiem, który wystąpił w dużym turnieju w wieku 38 lat i 216 dni. 14 lipca 2024 Hiszpania wygrała Mistrzostwo Europy, pokonując w finale Anglię 2:1, a w tym meczu był rezerwowym. Po zakończeniu mistrzostw ogłosił zakończenie reprezentacyjnej kariery.

## Osiągnięcia

### Sevilla
- Puchar UEFA/Liga Europy UEFA: 2005/2006, 2006/2007, 2019/2020, 2022/2023
- Superpuchar UEFA: 2006
- Puchar Króla: 2006/2007, 2009/2010

### Manchester City
- Premier League: 2013/2014
- Puchar Ligi Angielskiej: 2013/2014, 2015/2016

### Reprezentacja Hiszpanii
- Mistrzostwo świata: 2010
- Mistrzostwo Europy: 2012, 2024
- Liga Narodów UEFA: 2022/2023